# Championnats du monde de patinage de vitesse sur piste courte 2019
Navigation
Édition précédente Édition suivante
Les Championnats du monde de patinage de vitesse sur piste courte 2019 se déroulent à Sofia en Bulgarie entre le 8 mars 2019 et le 10 mars 2019. L'événement est géré par l'Union internationale de patinage.
Il y a dix épreuves au total : cinq pour les hommes et cinq pour les femmes. Les différentes distances sont le 500 mètres, le 1 000 mètres, le 1 500 mètres et le relais de 3 000 mètres (5 000 mètres pour les hommes) et un titre décerné au meilleur patineur sur l'ensemble des épreuves.

## Programme
Les horaires sont donnés en heure locale (UTC+2).
| Date    | Heure | Épreuve               |
| ------- | ----- | --------------------- |
| 08 mars | 10:00 | Qualifications        |
| 09 mars | 14:02 | 1 500 m femmes        |
| 09 mars | 14:02 | 1 500 m hommes        |
| 09 mars | 14:02 | 500 m femmes          |
| 09 mars | 14:02 | 500 m hommes          |
| 10 mars | 14:02 | 1 000 m femmes        |
| 10 mars | 14:02 | 1 000 m hommes        |
| 10 mars | 14:02 | 3 000 m femmes        |
| 10 mars | 14:02 | 3 000 m hommes        |
| 10 mars | 14:02 | Relais 3 000 m femmes |
| 10 mars | 14:02 | Relais 5 000 m hommes |

## Palmarès
| Épreuves        | Or                                                                               | Or             | Argent                                                                                | Argent         | Bronze                                                                                          | Bronze         |
| --------------- | -------------------------------------------------------------------------------- | -------------- | ------------------------------------------------------------------------------------- | -------------- | ----------------------------------------------------------------------------------------------- | -------------- |
| Hommes          |                                                                                  |                |                                                                                       |                |                                                                                                 |                |
| 500 m           | Hwang Dae-heon Corée du Sud                                                      | 42 s 490       | Wu Dajing Chine                                                                       | 42 s 725       | Ren Ziwei Chine                                                                                 | 42 s 888       |
| 1 000 m         | Lim Hyo-jun Corée du Sud                                                         | 1 min 26 s 468 | Hwang Dae-heon Corée du Sud                                                           | 1 min 26 s 657 | Semion Elistratov Russie                                                                        | 1 min 26 s 660 |
| 1 500 m         | Lim Hyo-jun Corée du Sud                                                         | 2 min 31 s 632 | Samuel Girard Canada                                                                  | 2 min 31 s 685 | Lee June-seo Corée du Sud                                                                       | 2 min 31 s 717 |
| 5 000 m relais  | Corée du Sud Hwang Dae-heon Lee June-seo Lim Hyo-jun Park Ji-won Hong Kyung-hwan | 7 min 4 s 292  | Chine Ren Ziwei Wu Dajing Xu Hongzhi Yang Shuai Sun Long                              | 7 min 4 s 651  | Hongrie Csaba Burján Cole Krueger Shaolin Sándor Liu Alex Varnyú                                | 7 min 04 s 961 |
| Toutes épreuves | Lim Hyo-jun Corée du Sud                                                         | 102 pts        | Hwang Dae-heon Corée du Sud                                                           | 55 pts         | Semion Elistratov Russie                                                                        | 44 pts         |
| Femmes          |                                                                                  |                |                                                                                       |                |                                                                                                 |                |
| 500 m           | Lara van Ruijven Pays-Bas                                                        | 43 s 267       | Fan Kexin Chine                                                                       | 43 s 427       | Suzanne Schulting Pays-Bas                                                                      | 43 s 518       |
| 1 000 m         | Suzanne Schulting Pays-Bas                                                       | 1 min 28 s 986 | Choi Min-jeong Corée du Sud                                                           | 1 min 29 s 187 | Kim Boutin Canada                                                                               | 1 min 29 s 211 |
| 1 500 m         | Choi Min-jeong Corée du Sud                                                      | 2 min 29 s 741 | Kim Boutin Canada                                                                     | 2 min 29 s 803 | Sofia Prosvirnova Russie                                                                        | 2 min 29 s 843 |
| 3 000 m relais  | Corée du Sud Choi Min-jeong Kim Geon-hee Kim Ji-yoo Shim Suk-hee Choi Ji-hyun    | 4 min 13 s 904 | Russie Ekaterina Efremenkova Ekaterina Konstantinova Emina Malagich Sofia Prosvirnova | 4 min 14 s 353 | Canada Kim Boutin Camille de Serres-Rainville Alyson Charles Courtney Sarault Kasandra Bradette | 4 min 14s 984  |
| Toutes épreuves | Suzanne Schulting Pays-Bas                                                       | 81 pts         | Choi Min-jeong Corée du Sud                                                           | 76 pts         | Kim Boutin Canada                                                                               | 37 pts         |

## Tableau des médailles
| Rang  | Nation       | Or | Argent | Bronze | Total |
| ----- | ------------ | -- | ------ | ------ | ----- |
| 1     | Corée du Sud | 7  | 4      | 1      | 12    |
| 2     | Pays-Bas     | 3  | 0      | 1      | 4     |
| 3     | Chine        | 0  | 3      | 1      | 4     |
| 4     | Canada       | 0  | 2      | 3      | 5     |
| 5     | Russie       | 0  | 1      | 3      | 4     |
| 6     | Hongrie      | 0  | 0      | 1      | 1     |
| Total | Total        | 10 | 10     | 10     | 30    |